# Carine Sarfati
Pour les articles homonymes, voir Sarfati.
Carine Sarfati est une costumière française.

## Biographie
Après avoir travaillé notamment pour Mylène Farmer et Laurent Boutonnat, elle devient costumière pour le cinéma à la fin des années 1980, ainsi que pour le théâtre.

## Théâtre (sélection)
- 1985 : L'âge de Monsieur est avancé de Pierre Étaix, mise en scène de Jean Poiret
- 1987 : L'Éloignement de Loleh Bellon, mise en scène de Bernard Murat
- 1990 : L'Idée fixe d'après Paul Valéry, mise en scène de Bernard Murat
- 1992 : L'Aide-mémoire de Jean-Claude Carrière, mise en scène de Bernard Murat
- 1994 : Drôle de couple d'après Neil Simon, mise en scène de Bernard Murat
- 1994 : Le Retour d'Harold Pinter, mise en scène de Bernard Murat
- 1995 : La Musica deuxième de Marguerite Duras, mise en scène de Bernard Murat
- 1997 : Les Côtelettes de Bertrand Blier, mise en scène de Bernard Murat
- 1997 : La Terrasse de Jean-Claude Carrière, mise en scène de Bernard Murat
- 2003 : Petits crimes conjugaux d'Éric-Emmanuel Schmitt, mise en scène de Bernard Murat
- 2003 : Oscar et la Dame rose d'Éric-Emmanuel Schmitt, mise en scène de Christophe Lidon
- 2003 : Joyeuses Pâques de Jean Poiret, mise en scène de Bernard Murat
- 2005 : Amitiés sincères de François Prévôt-Leygonie et Stéphan Archinard, mise en scène de Bernard Murat
- 2011 : Quadrille de Sacha Guitry mise en scène de Bernard Murat
- 2012 : Comme s'il en pleuvait de Sébastien Thiéry, mise en scène de Bernard Murat
- 2013 : Nina d'André Roussin, mise en scène de Bernard Murat
- 2014 : Le Mensonge de Florian Zeller, mise en scène de Bernard Murat

## Filmographie (sélection)

### Cinéma
- 1993 : Giorgino de Laurent Boutonnat
- 2001 : Vidocq de Pitof
- 2002 : Les Amants du Nil d'Éric Heumann
- 2003 : Monsieur N. d'Antoine de Caunes
- 2005 : Anthony Zimmer de Jérôme Salle
- 2006 : Ne le dis à personne de Guillaume Canet
- 2007 : Le Candidat de Niels Arestrup
- 2008 : Faubourg 36 de Christophe Barratier
- 2010 : Les Petits Mouchoirs de Guillaume Canet
- 2012 : David et Madame Hansen d'Alexandre Astier
- 2013 : Möbius d'Éric Rochant
- 2014 : La French de Cédric Jimenez
- 2016 : Ils sont partout d'Yvan Attal
- 2016 : L'Odyssée de Jérôme Salle
- 2017 : Le Brio d'Yvan Attal
- 2017 : Rock'n Roll de Guillaume Canet
- 2022 : Kompromat de Jérôme Salle

### Télévision
- 2017 : Dix pour cent (6 épisodes)
- 2025 : Ad vitam (film) (Netflix)

## Distinctions

### Nominations
- César des meilleurs costumes
  - en 2004 pour Monsieur N.
  - en 2009 pour Faubourg 36
  - en 2015 pour La French